# Nepal-Trompetenblume

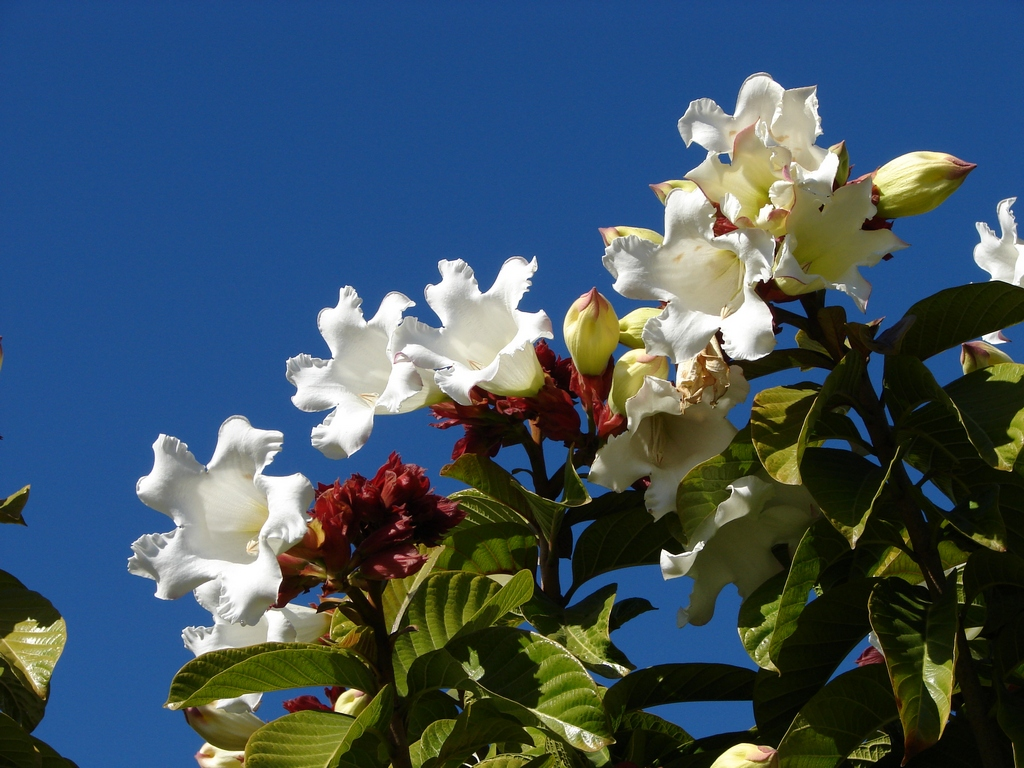
Blüten

Die Nepal-Trompetenblume (Beaumontia grandiflora) ist eine Pflanzenart in der Familie der Hundsgiftgewächse aus Indien, Nepal, dem südlichen China und dem nördlichen Südostasien.

## Beschreibung
Beaumontia grandiflora wächst als immergrüne, verholzende Kletterpflanze einige bis viele Meter weit oder hoch. Die Sprossachsen können bis 10 Zentimeter dick werden. Die Pflanze führt einen Milchsaft.
Die kurz gestielten Laubblätter sind gegenständig. Die bespitzten, fast kahlen Blätter sind ganzrandig, eiförmig bis verkehrt-eiförmig und bis 30 Zentimeter lang.
Es werden endständige und zymös-traubige oder büschelige Blütenstände gebildet. Die sehr großen, duftenden, kurz gestielten und weißen, fünfzähligen Blüten sind zwittrig mit doppelter Blütenhülle. Es sind jeweils rötlich-grüne, bis 2 Zentimeter lange, abfallende Tragblätter vorhanden. Die rötlich-grünen bis rötlichen, außen behaarten, innen manchmal drüsigen Kelchblätter sind bis 5 Zentimeter lang. Die glockenförmige Krone ist bis 15 Zentimeter lang. Der schlanke, grünliche Teil der Kronröhre ist bis 2,5 Zentimeter lang dann weitet sie sich trichterförmig und die dachigen Lappen sind bis 4 Zentimeter lang. Die langen, zusammenstehenden Staubblätter unten am Schlund sind knapp eingeschlossen bis leicht vorstehend. Sie besitzen pfeilförmige Antheren mit fädigen Anhängseln am Grund, die mit der zweispitzigen, keulenförmigen Narbe verwachsen sind. Der oberständige, zweikammerige Fruchtknoten ist behaart mit langem, schlankem, gewelltem Griffel. Es ist ein gelappter, becherförmiger Diskus vorhanden.
Es werden bis zu 30 Zentimeter lange, vielsamige, erst grüne, glatte Balgfrüchte gebildet, die zu zweit aneinander in einer herabhängenden, dicken, zylindrischen, harten und zweiteiligen Sammelbalgfrucht verwachsen sind. Die schmalen, abgeflachten, braunen und eiförmigen, etwa 2 Zentimeter langen, kantigen Samen besitzen einen langen Haarschopf.

## Taxonomie
Die Erstbeschreibung von  Beaumontia grandiflora erfolgte 1824 durch Nathaniel Wallich in Tent. Fl. Napal.: 15, t. 7. Synonyme sind Echites grandiflorus Roxb., Beaumontia longiflora Hook.f. und Beaumontia longifolia Lodd. ex G.Don.

## Verwendung
Die Nepal-Tropenblume findet als Zierpflanze Verwendung. Aus dem Samenhaar kann eine „Pflanzenseide“ gewonnen werden.